# Christina Linardatou
Christina Linardatou (Santiago de los Caballeros, 4 de marzo de 1988) es una boxeadora profesional greco-dominicana. Ha sido dos veces campeona (2019 y 2020) del peso superligero femenino de la OMB. También desafió una vez por el título de peso ligero femenino del CMB en 2016. Desde septiembre de 2020, está clasificada como la mejor boxeadora en activo del mundo en el peso wélter junior por The Ring y en tercer lugar por BoxRec.

## Carrera
Nacida en Santiago de los Caballeros (República Dominicana), Linardatou se trasladó a Grecia cuando era una niña. Más tarde, empezó a practicar el boxeo. Tras algunos combates en Grecia, Linardatou retornó a República Dominicana para iniciar su carrera profesional.
El 4 de junio de 2016, Linardatou hizo su primer intento de campeonato mundial, desafiando a Delfine Persoon por el título de peso ligero femenino del CMB en el Sporthal Schiervelde de Roeselare (Bélgica), perdiendo por decisión unánime.
En su primera pelea de campeonato, Linardatou perdió por el título de peso ligero del CMB contra Delfine Persoon.
El 24 de marzo de 2019, Linardatou ganó el título vacante del peso welter junior femenino de la OMB, tras vencer a Kandi Wyatt por nocaut técnico en el sexto asalto. Este fue el primer combate de campeonato mundial celebrado en Grecia.
El 7 de junio de 2019, Linardatou realizó la primera defensa de su título, al derrotar a Deanha Hobbs por decisión unánime en diez asaltos, en un combate celebrado en el Galatsi Olympic Hall de Atenas.

## Combates realizados
| Número | Resultado | Récord | Oponente                    | Método             | Fecha                   | Ronda  | Localización               |
| ------ | --------- | ------ | --------------------------- | ------------------ | ----------------------- | ------ | -------------------------- |
| 17     | Derrota   | 14–3   | Alycia Baumgardner          | Decisión (unánime) | 15 de julio de 2023     | 10     | Detroit                    |
| 16     | Victoria  | 14–2   | Aleksandra Vujovic          | Decisión (unánime) | 27 de junio de 2022     | 6      | Kavala                     |
| 15     | Victoria  | 13–2   | Prisca Vicot                | Decisión (unánime) | 8 de febrero de 2020    | 10     | Hammond                    |
| 14     | Derrota   | 12–2   | Katie Taylor                | Decisión (unánime) | 2 de noviembre de 2019  | 10     | Mánchester                 |
| 13     | Victoria  | 12–1   | Deanha Hobbs                | Decisión (unánime) | 7 de junio de 2019      | 10     | Atenas                     |
| 12     | Victoria  | 11–1   | Kandi Wyatt                 | TKO (golpes)       | 24 de marzo de 2019     | 6 (10) | Atenas                     |
| 11     | Victoria  | 10–1   | Alycia Baumgardner          | SD                 | 28 de julio de 2018     | 8      | Louisville                 |
| 10     | Victoria  | 9–1    | Andreja Bešter              | PTS                | 19 de noviembre de 2016 | 6      | Duisburgo                  |
| 9      | Derrota   | 8–1    | Delfine Persoon             | Decisión (unánime) | 4 de junio de 2016      | 10     | Roeselare                  |
| 8      | Victoria  | 8–0    | Lela Terashvili             | KO                 | 19 de marzo de 2016     | 3 (8)  | Atenas                     |
| 7      | Victoria  | 7–0    | Sam Smith                   | PTS                | 29 de noviembre de 2015 | 10     | Leeds                      |
| 6      | Victoria  | 6–0    | Yoseidy Zarzuela            | Decisión (unánime) | 25 de abril de 2015     | 8      | Santiago de los Caballeros |
| 5      | Victoria  | 5–0    | Carolina Martínez de Moreta | TKO (golpes)       | 13 de febrero de 2015   | 2 (6)  | Laguna Salada              |
| 4      | Victoria  | 4–0    | Evelina Díaz                | RTD                | 1 de noviembre de 2014  | 1 (6)  | Salcedo                    |
| 3      | Victoria  | 3–0    | Yoseidy Zarzuela            | Decisión (unánime) | 1 de octubre de 2014    | 6      | Santiago de los Caballeros |
| 2      | Victoria  | 2–0    | Rocío de León               | TKO (golpes)       | 9 de agosto de 2014     | 1 (6)  | Santiago de los Caballeros |
| 1      | Victoria  | 1–0    | Claribel Ferreras           | TKO (golpes)       | 19 de julio de 2014     | 1 (4)  | La Romana                  |

## Enlaces personales
- Christina Linardatou en Instagram

- Datos: Q70658289

- Esta obra contiene una traducción  derivada de «Christina Linardatou» de Wikipedia en inglés, publicada por sus editores bajo la Licencia de documentación libre de GNU y la Licencia Creative Commons Atribución-CompartirIgual 4.0 Internacional.